# Малые Ширданы
Малые Ширда́ны (тат. Кече Шырдан) — село на правобережной, Нагорной стороне Зеленодольского района Республики Татарстан. Входит в Большеширданское сельское поселение.

## Расположение
Расположено на реке Секерке, левом притоке реки Свияги. На противоположном берегу Секерки приходит линия железной дороги Москва — Казань и расположен остановочный пункт Ширданы.

## История
Основано в 1-й пол. XVII века. 
До 1920 г. в составе Ширданской волости Свияжского уезда Казанской губернии, в дальнейшем в составе Свияжского кантона ТАССР. С 14 февраля 1927 г. — в Нурлат-Ачасырском, с 1 августа 1927 г. — в Нурлатском, с 1 февраля 1963 г. в Зеленодольском районах.

## Население
Население села — татары, численность составляла:
- В 1782 г. — 244 души мужского пола;
- 1859 г. — 1703,
- 1897 г. — 1740,
- 1908 г. — 1406,
- 1920 г. — 1365,
- 1926 г. — 1385,
- 1938 г. — 1110,
- 1949 г. — 825,
- 1958 г. — 612,
- 1970 г. — 495,
- 1979 г. — 336,
- 1989 г. — 211,
- 2002 г. — 130,
- 2010 г. — 105,
- 2017 г. — 78,
- 2024 г. - 50[источник не указан 165 дней],
- 2025 г. - 26[источник не указан 165 дней] человек

## Известные люди
Среди уроженцев села — просветитель, языковед, писатель, историк, этнограф Каюм Насыри (1825—1902). В селе сохранился колодец, выкопанный им, в 1967 г. установлен его бюст. Дом Насыри перевезён в Архитектурно-этнографический комплекс им. К.Насыри. в селе Большие Ачасыры. Создан благотворительный фонд «Возрождение деревни Малые Ширданы – исторического поселения, родины великого просветителя Каюма Насыри» (учредитель – А. Н. Губайдуллина), при его участии восстановлена мечеть, благоустроены родники, создан пляж с водоемом, спортивная площадка, проложен асфальт. 
Известны также Резеда Ганиева (1932—2020) — литературовед, доктор филологических наук, заслуженный деятель науки РТ, профессор, и Г. Я. Мусин (1908—1942) — один из первых художников татарской книги.